# Fehér fagyöngy
A fehér fagyöngy (Viscum album) a szantálfafélék (Santalaceae) családjába tartozó, Magyarországon is jól ismert és egész Európában elterjedt félélősködő, örökzöld növény. Leggyakoribb gazdanövényei az almafa, a nyárfa, a fűzfa, az akácfa, amelyek ágain gömbölyű, 60-100 cm átmérőjű bokrokat képez.

## Megjelenése
Rövid szerteágazó ágai ismételt álvillás elágazásúak. Levelei átellenesek, zöldessárgák, bőrneműek, visszástojásdad vagy keskeny lándzsás alakúak. Kétlaki, zöldessárga színű redukált virágai ülők, 3-4-5 tagú bogernyőt alkotnak. Március-áprilisban virágzik. Termése ragadós álbogyó, amely késő ősszel érik, és elterjesztésében a madaraknak van szerepük.

## Felhasználása
Angolszász országokban karácsony környékén díszítésre használják, tartós asztali és mennyezeti dísz. Érdekes tulajdonsága, hogy a kint felkötött fagyöngy sokkal tovább marad üde és zöld, mint a bent fellógatott csokrok.

### A gyógyászatban
A fagyöngyöt az érelmeszesedés megelőzésére és a hagyományos kezelésekkel együtt a magas vérnyomás leküzdésére használják. Európában több laboratórium állít elő belőle és forgalmaz különböző citosztatikus és immunrendszert serkentő hatású készítményeket, az onkológia területén való felhasználásra.
A fagyöngy vérnyomáscsökkentő hatását állatkísérletek igazolták, de hogy pontosan melyik összetevője felelős ezért a hatásmechanizmusért, ez idáig nem tudták meghatározni. Immunrendszert serkentő rákellenes hatása viszont a viszkotoxinoknak és a lektineknek tulajdonítható. Bár számos európai országban az egyik legáltalánosabban felírt gyógyszer rákbetegek számára, a Cochrane Együttműködés 2008-as áttekintő tanulmánya szerint kevés megbízható kísérlet áll rendelkezésre (a 80 talált kísérletből összesen 21-et tudtak belefoglalni az áttekintésbe alapvető módszertani problémák miatt), így a fehér fagyöngy pozitív hatása az onkológiai folyamatokra nem igazolható.
A 13 kísérletből, amelyek a fehér fagyöngykészítményeket szedő rákbetegek túlélési esélyét vizsgálták, hat jelentett pozitív hatást, azonban egyik módszertana sem volt megfelelő minőségű, így ezek nem elégségesek a feltételezett hatás igazolására. Két további kísérlet, amelyek a fehér fagyöngy bőrrákra és fej- és nyaki rákra vonatkozó hatását vizsgálták, nem talált bizonyítékot arra, hogy hatásos lenne. 
A 16 kísérletből, amelyek a fehér fagyöngy hatékonyságát vizsgálták arra, hogy mennyiben javítja a rákbeteg életminőségét, pszichikai állapotát, a tünetek erősségét, valamint hogy mennyiben csökkenti a kemoterápia mellékhatásait, 14 jutott arra a következtetésre, hogy valamilyen szintű pozitív hatás létezik, azonban e kísérletek közül csak kettőnek volt olyan minőségű módszertana, hogy megbízható következtetést lehessen levonni belőlük. Ezek közül az egyik pozitív hatást talált a kemoterápiával kezelt mellrák-betegek életminőségére. A tanulmány szerzőinek véleménye szerint további független és megalapozott klinikai vizsgálat szükséges ahhoz, hogy a fehér fagyöngy onkológiai hatását el lehessen dönteni.
A fagyöngylevél összetevőinek (főleg a viszkotoxinok és a lektinek) mérgező hatását kimutatták. A bogyók is tartalmaznak veszélyes hatóanyagokat, ezért a fagyöngy csak orvosi rendeletre szedhető.

## Hatóanyagai
Drogjai a levelek (Visci folium) vagy leveles hajtások (Visci albae stipes). Számos változata van, melyek hatóanyagaik minősége és mennyisége szempontjából különbözőek a gazdanövény fajától, annak állapotától és azon való elhelyezkedésüktől függően. Egy fán is többféle változat fordulhat elő. Hatóanyagai viszkotoxinok, cisztein, amelyek erős hatású polipeptid keverékek; egy viszkumprotein komplex; lektinek. További előforduló tartalomanyagok: fenilpropán- és lignánszármazékok, kávésavszármazékok, flavonoidok, biogén aminok, arabinogalaktán és galakturonán poliszacharidok.

## Képek

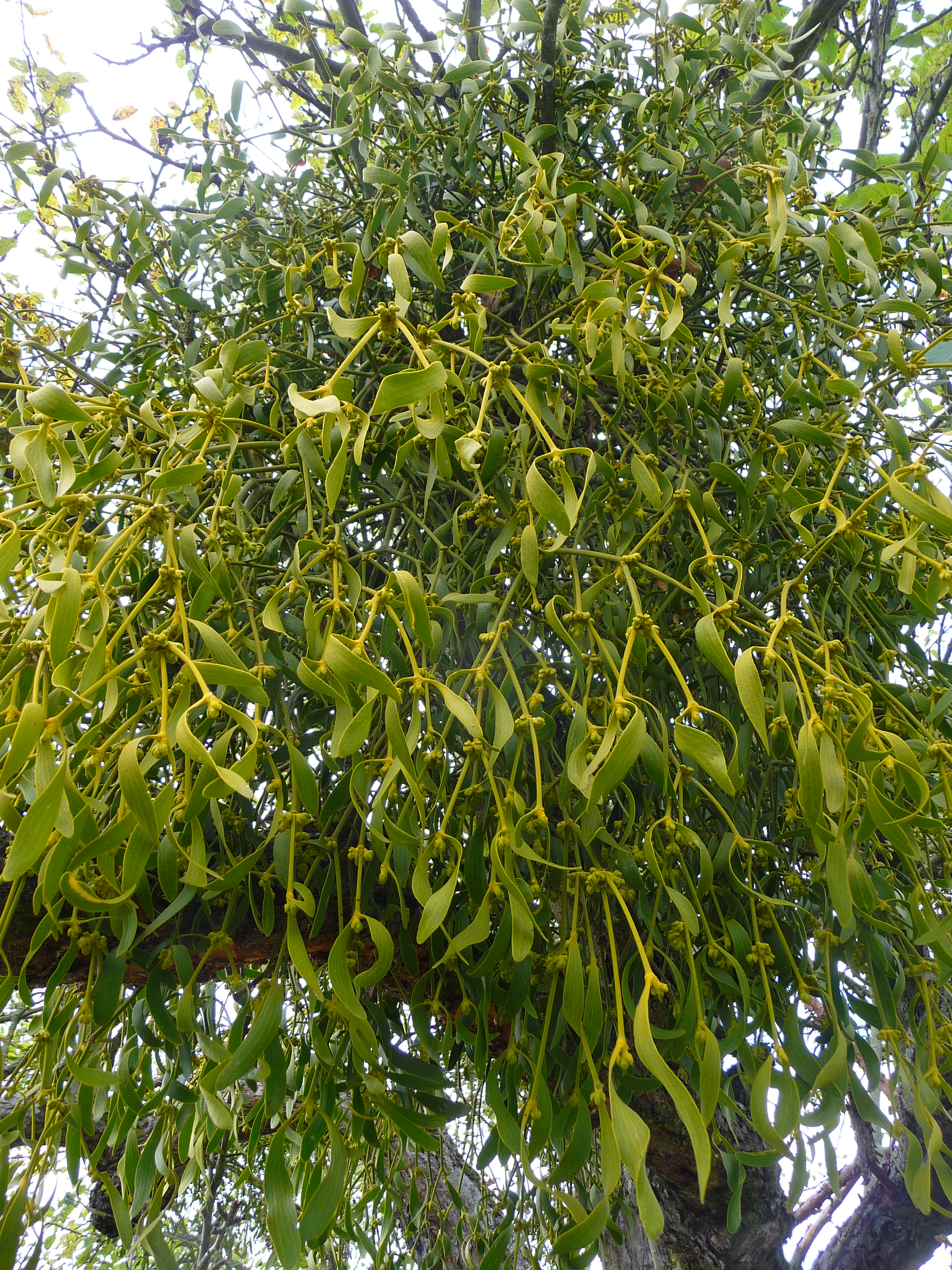
Megjelenése
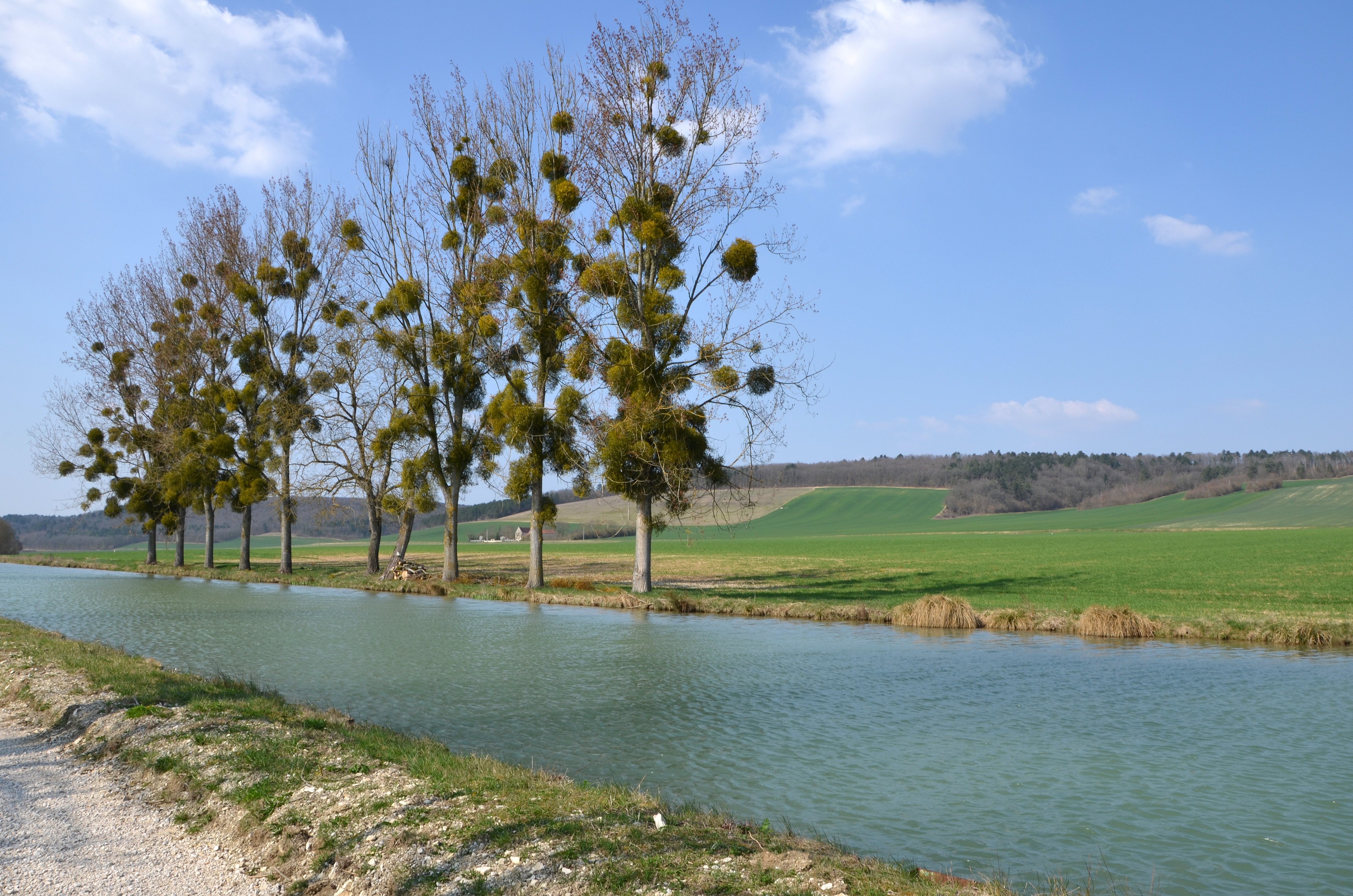
Fagyöngy nyárfákon
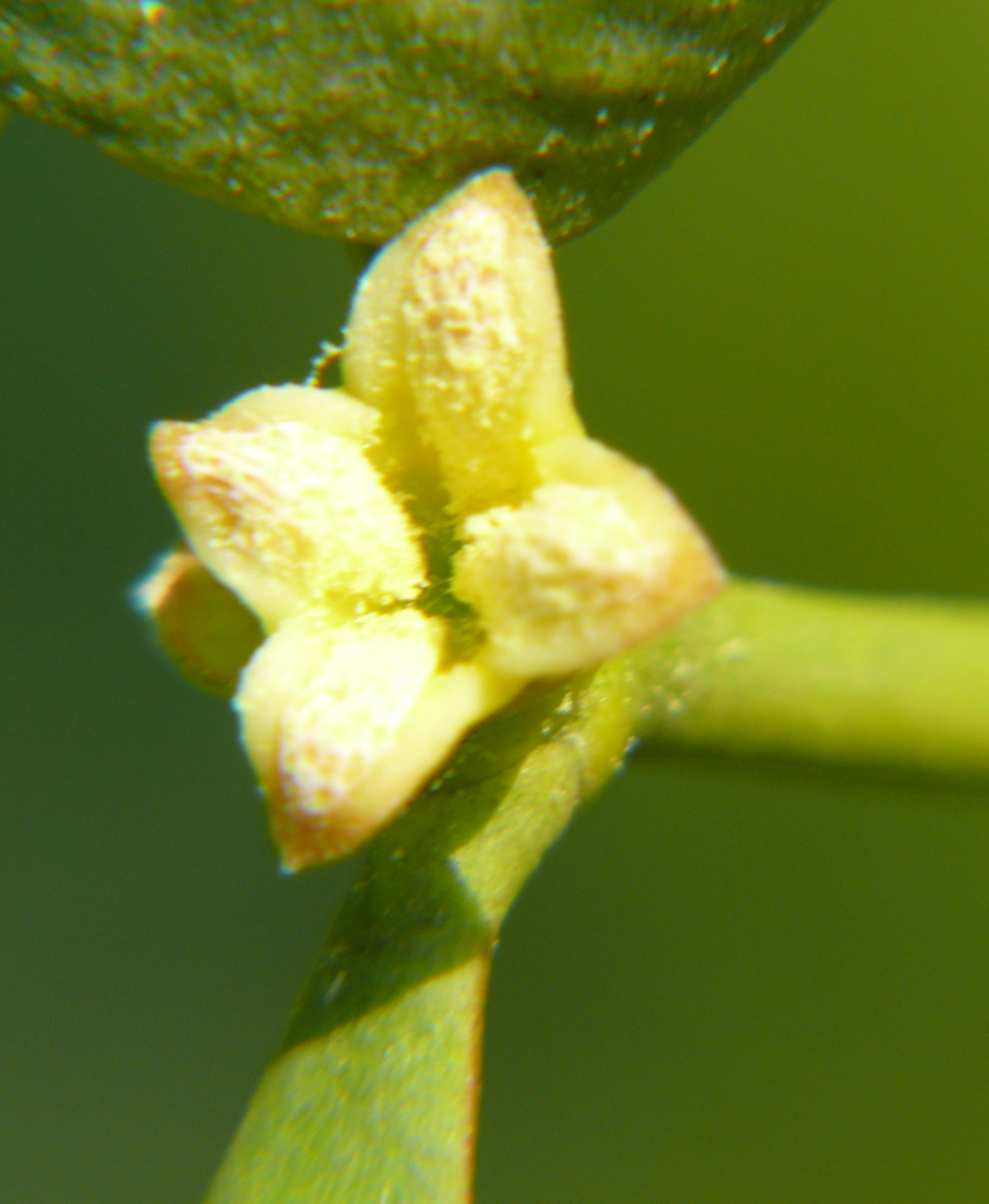
Virága
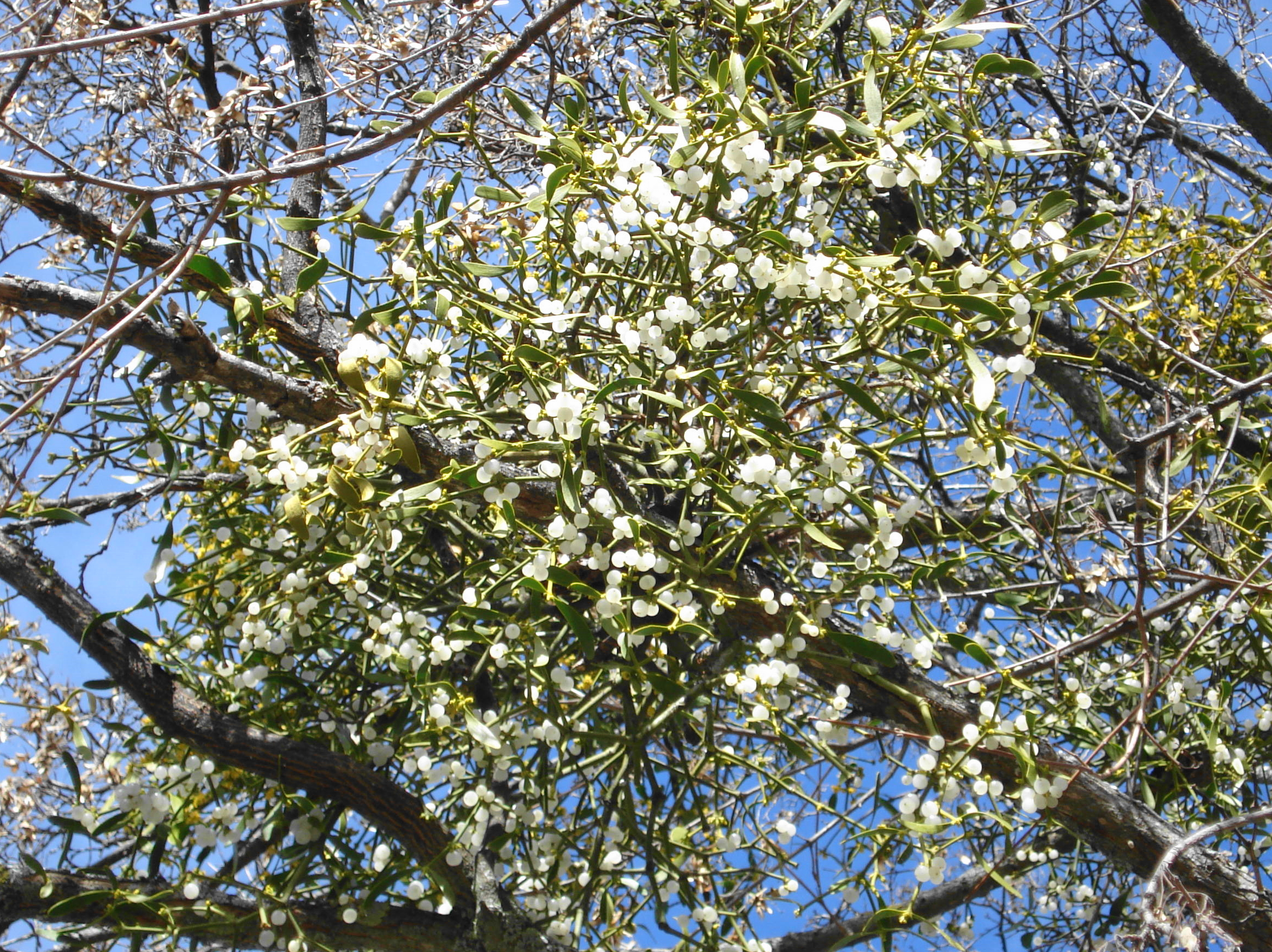
Termései
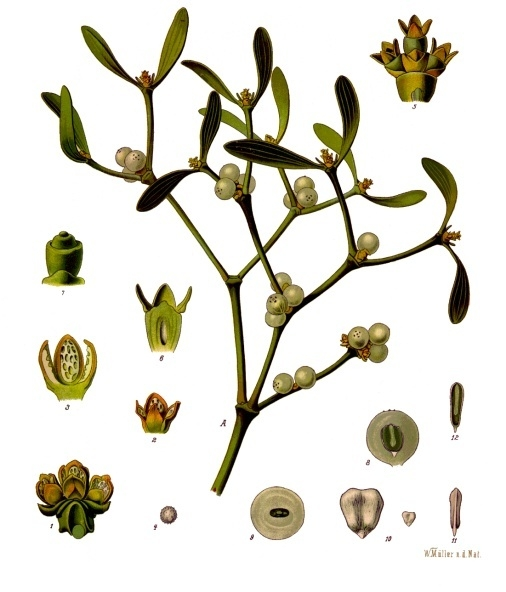
Illusztrációja
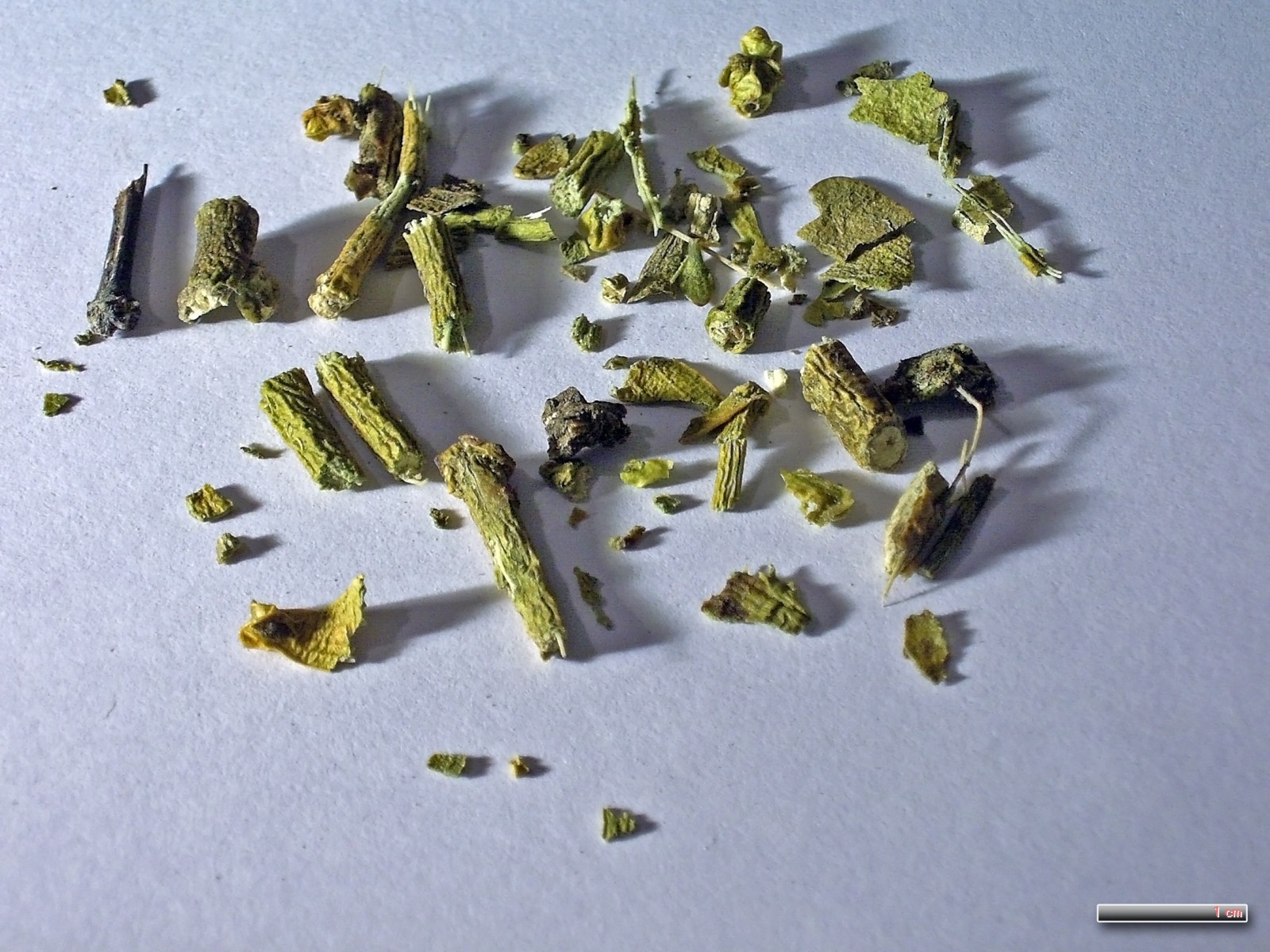
Szárított herbája
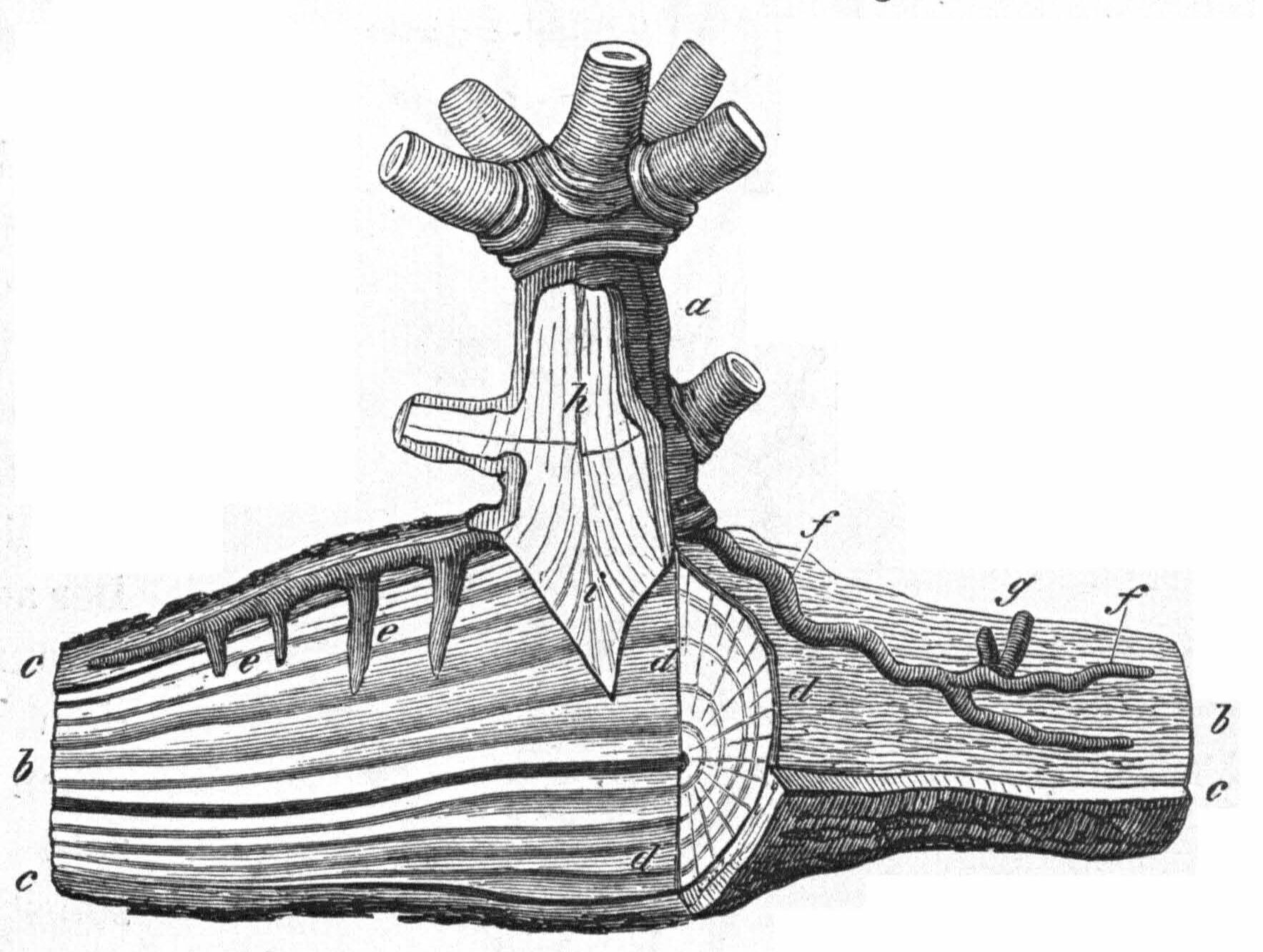
A fagyöngy behatolása a gazdafa testébe
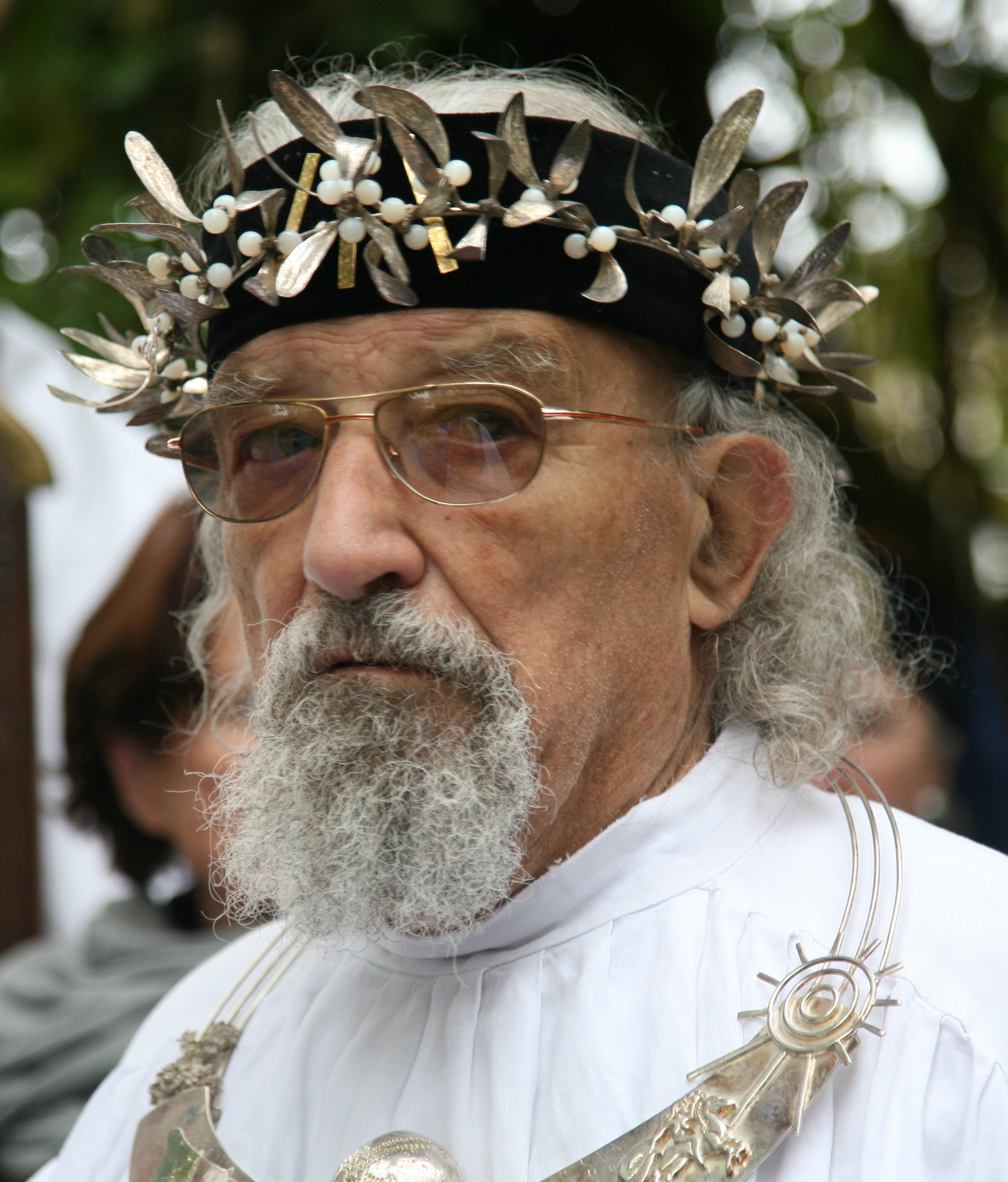
Druidák ősi, hagyományőrző viseletében